# Constance Bruun
Constance Christine Bruun, under en tid Bruun-Ihlen, född 25 augusti 1864 i Stavanger, död 15 oktober 1894 i Strømmen, var en norsk skådespelare.

## Skådespelarkarriär
Bruun anställdes 1882 vid Kristiania teater, och var anställd där tills hon 1892 på grund av dålig hälsa lämnade scenen. Samma år gifte hon sig med sedermera statsrådet Nils Claus Ihlen.
Bruun ansågs vara en god framställare av Henrik Ibsens och Bjørnstjerne Bjørnsons kvinnor, bland andra Karen Riis i Det ny system, Bolette i Fruen fra Havet, titelrollen i Hedda Gabler, Audhild i Sigurd Slembe och Svava i En handske. Hennes sista uppträdande som Hedda Gabler var i maj 1894.
Bruun avled den 15 oktober 1894.